# Мисс Интернешнл 1995

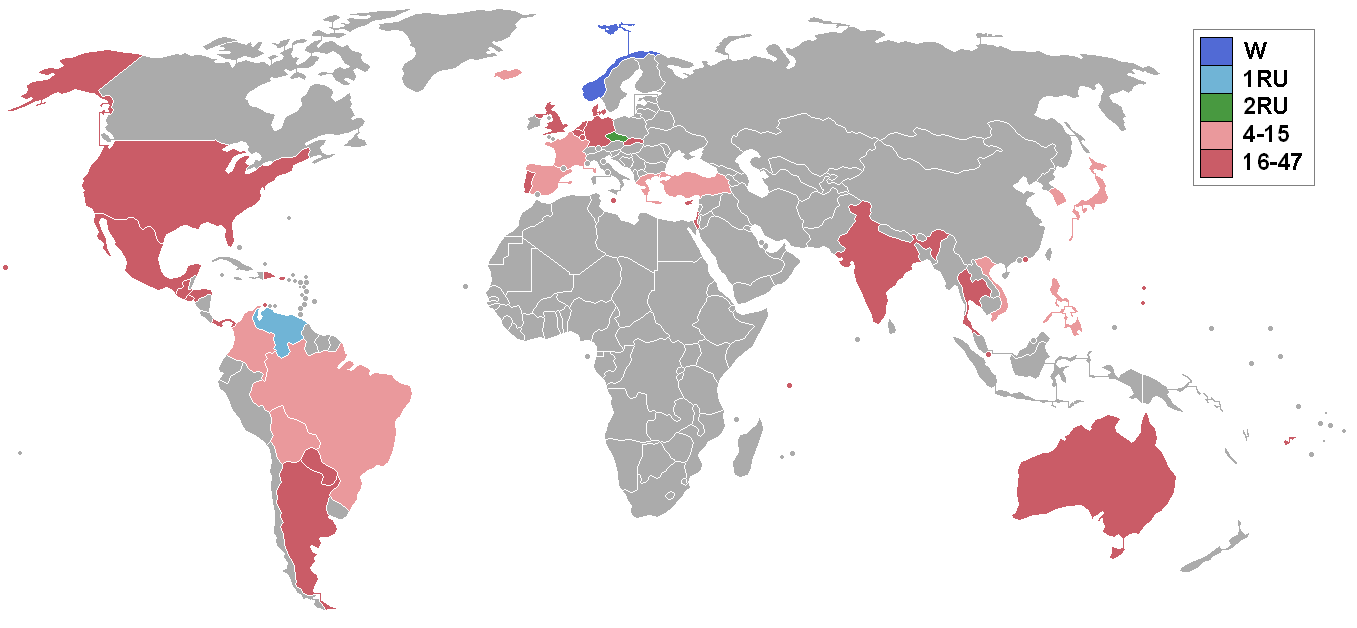
Страны-участницы Мисс Интернешнл

Мисс Интернешнл 1995 (англ. Miss International 1995) — 35-й международный конкурс красоты Мисс Интернешнл, проведённый 10 сентября 1995 года в Токио (Япония), который выиграла Анна Лена Хансен, это вторая победа Норвегии.

## Награды
| Финальные результаты | Участница |
| -------------------- | --- |
| Мисс Интернешнл 1995 | - Норвегия — Анна Лена Хансен |
| 1-я вице-мисс        | - Венесуэла — Ана Мария Аморер |
| 2-я вице-мисс        | - Чехия — Рената Хорнофова |
| Полуфиналистки       | - Боливия — Лилиан Арсе - Бразилия — Дебора Моретто - Колумбия — Иована Грисалес - Греция — Мария Павли - Гондурас — Сайда Уманья Лопес - Исландия — Ловиса Гвюдмюндсдоуттир - Япония — Юка Кондо - Республика Корея — Ли Юри - Филиппины — Глэдис Дуэньяс - Испания — Химена Гарай - Турция — Аху Пашакай - Вьетнам — Чыонг Кюинь Май |

## Специальные награды
| Награды                    | Участницы                   |
| -------------------------- | --------------------------- |
| Мисс Дружба                | - Япония — Юка Кондо        |
| Мисс Фотогеничность        | - Словакия — Яна Слукова    |
| Лучший Национальный костюм | - Вьетнам — Чыонг Кюинь Май |

## Участницы
| - Аргентина — Лорена Андреа Паласиос - Аруба — Йоланда Янссен - Австралия — Кристен Шипика - Бельгия — Бернис Де Бондт - Боливия — Лилиана Арсе Ангуло - Великобритания — Мэлани Абдун (SF World 94) - Бразилия — Дебора Рейс Моретто - Колумбия — Иована Сорая Грисалес Кастаньеда - Кипр — Элени Крисостому - Чехия — Рената Хорнофова (Universe 96) - Дания — Сабина Сёренсен - Доминиканская Республика — Кандида Лара Бетанкес (SF Universe 95) - Сальвадор — Наталия Диас - Фиджи — Рехиеле Рату - Франция — Мелоди Вильберт - Германия — Катя Хонак - Греция — Мария Павли - Гуам — Мария Ахелика Пенросе - Гватемала — Индира Лили Чинчилья Пас (Universe 95) - Гавайи — Йюла Ким - Нидерланды — Наталия ван ден Дунген - Гондурас — Сайда Умана Лопес - Гонконг — Джулиана Ло Юаньянь - Исландия — Ловиса Гвюдмюндсдоуттир | - Индия — Прия Гилл - Израиль — Михаль Штибель - Япония — Юка Кондо - Республика Корея — Ли Юри - Люксембург — Паола Роберто (Europe 95) - Мальта — Рошаннэ Саммут - Мексика — Марлена де ла Гарса - Норвегия — Анна Лена Хансен (World 94) - Северные Марианские Острова — Элейн Тудела - Панама — Лорена Эрнандес Монтеро - Парагвай — Патрисия Вивиан Галиндо Кабраль - Филиппины — Глэдис Андре Динсай Дуэньяс - Португалия — Патрисия Тригу - Пуэрто-Рико — Мария дель Росио Арройо Ривера - Сейшельские Острова — Джозианн Дорби - Сингапур — Линетт Ли - Словакия — Яна Слукова - Испания — Химена Гарай - Таиланд — Араняпон Чатупонпхан - Турция — Аху Пашакай - США — Криста Лоскота - Венесуэла — Ана Мария Аморер - Вьетнам — Чыонг Кюинь Май |

## Не участвовали
- Острова Кайман — Дайанн Конолли
- Эквадор — Паола Фариас Альварес
- Финляндия — Кармен Макинен
- Украина — Наталья Колумбет